# 国鉄7270形蒸気機関車

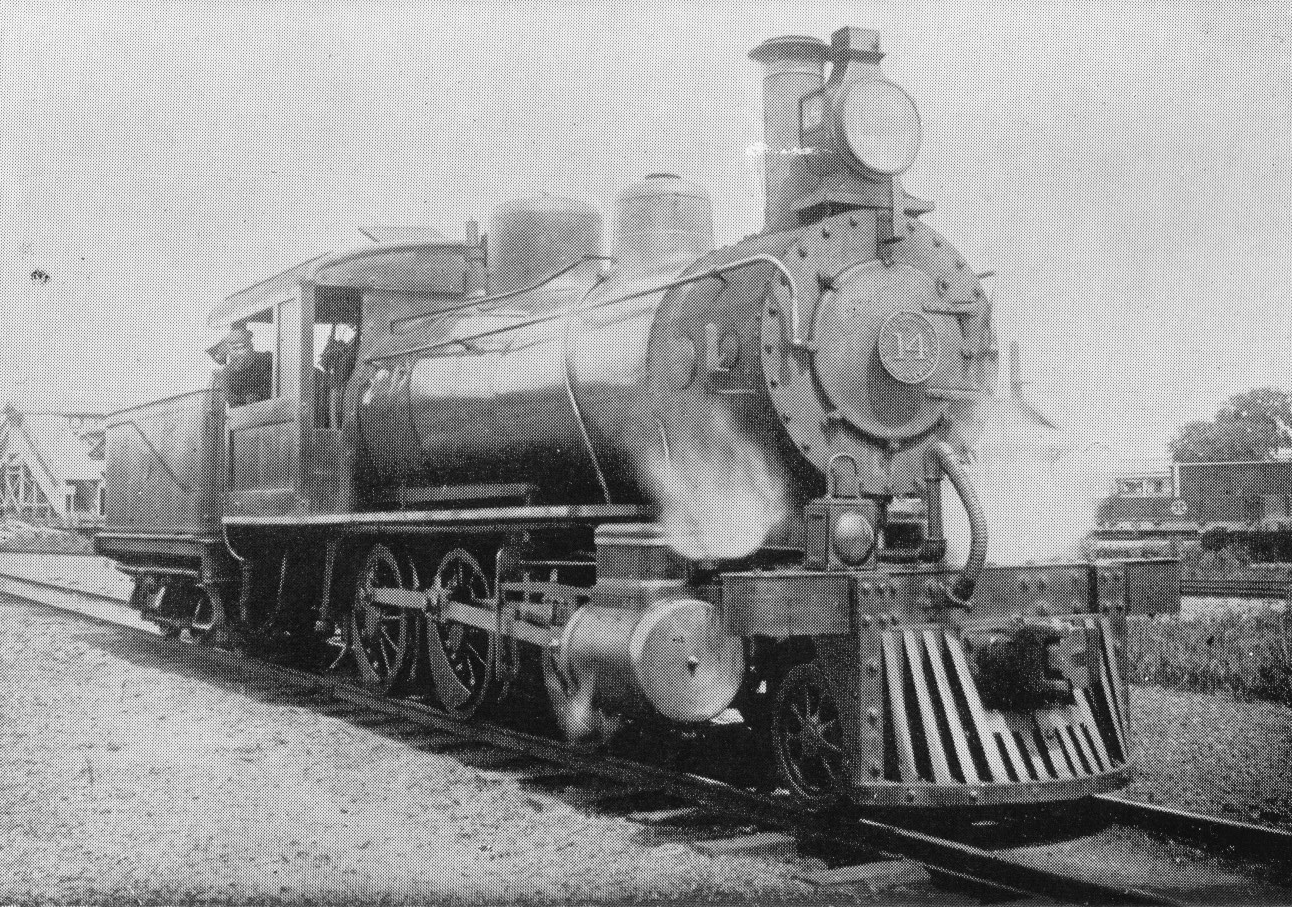
北海道官設鉄道14（後の鉄道院7271）

7270形は、かつて日本国有鉄道の前身である鉄道院、鉄道省に在籍したテンダ式蒸気機関車である。

## 概要
元は、北海道官設鉄道がアメリカのブルックス・ロコモティブ・ワークスから1900年（明治33年）10月に4両（製造番号3675 - 3678）を輸入し、1905年（明治38年）に汽車製造で2両（製造番号33，34）を模倣製造した車軸配置2-6-0(1C)単式2気筒の飽和式機関車である。1905年の北海道官設鉄道の国有鉄道への編入にともなって、国有鉄道籍を得たものである。北海道官設鉄道時代はブルックス製がB3形（13 - 16）と、汽車製造製がB8形（36, 37）と称したが、官設鉄道（鉄道作業局）編入後は、旧B3形はEd形、旧B8形はEf形と称した。1909年（明治42年）の鉄道院の車両形式称号規程制定にともなって、7270形（7270 - 7275）と改番された。なお、汽車製造製の2両は、この改番で7500形（7506, 7507）とされたが明らかな誤定であり、ただちに訂正された。
形態的には典型的アメリカ古典機スタイルであり、運転室の屋根や炭水車上辺などの形状にブルックス製の特徴を備える。ボイラーはワゴントップ式で第1缶胴上に砂箱、第2缶胴上に蒸気ドームが設置されている。汽車製造製は、ブルックス製のまったくの模倣であり、ブレーキ装置は、ブルックス製が真空式、汽車製造製が空気式である他、煙突と砂箱の間に鐘を装備した関係で砂箱位置がやや後退している程度の差しかない。炭水車の台車は3軸片ボギー式で、ボギー台車は釣合梁式である。
使用成績は良好で、北海道官設鉄道では全線にわたって使用された。官設鉄道編入後は、池田、野付牛、中湧別、室蘭などで使用され、晩年は入換用となり、全車が函館で使用されていた。廃車は1935年（昭和10年）1月で、1940年（昭和15年）に2両（7270, 7271）が北海道製糖（後の日本甜菜製糖）に払い下げられた。当初は2両とも同社の磯分内工場で使用され、後に7270は美幌工場に移った。また、7275は、1921年（大正10年）に十勝鉄道に貸し出されたことがある。

## 主要諸元
- 全長 : 13,887mm
- 全高 : 3,537mm
- 最大幅 : 2,438mm
- 軌間 : 1,067mm
- 車軸配置 : 2-6-0(1C)
- 動輪直径 : 1,067mm
- 弁装置 : スチーブンソン式アメリカ形

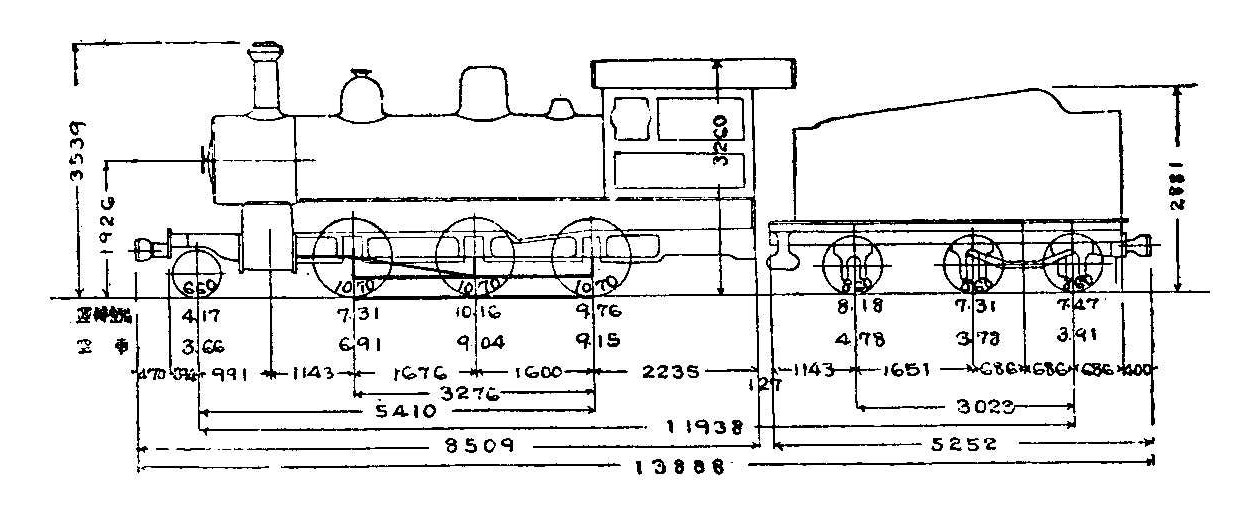
形式図

- シリンダー（直径×行程） : 381mm×457mm
- ボイラー圧力 : 11.3kg/cm2
- 火格子面積 : 0.99m2
- 全伝熱面積 : 88.5m2
  - 煙管蒸発伝熱面積 : 81.2m2
  - 火室蒸発伝熱面積 : 7.3m2
- ボイラー水容量 : 2.5m3
- 小煙管（直径×長サ×数） : 45mm×3,048mm×191本
- 機関車運転整備重量 : 31.40t
- 機関車空車重量 : 28.76t
- 機関車動輪上重量（運転整備時） : 27.23t
- 機関車動輪軸重（第2動輪上） : 10.16t
- 炭水車運転整備重量 : 22.96t
- 炭水車空車重量 : 12.47t
- 水タンク容量 : 8.2m3
- 燃料積載量 : 2.48t
- 機関車性能
  - シリンダ引張力 : 5,920kg
- ブレーキ装置 : 手ブレーキ、真空ブレーキ

## その他
汽車製造として初のテンダー機関車でありまた棒台枠や空気制動機など初めてのものばかりであった。特に棒台枠の製作には苦労した。ブルーム（大型の鋼片）をアメリカより輸入し、加工していたところ亀裂が生じたのでテルミット溶接を試みたところ台枠が切断されてしまい再度テルミット溶接をやりなおし接合させ台枠を完成させたという。